# Radio France Asie

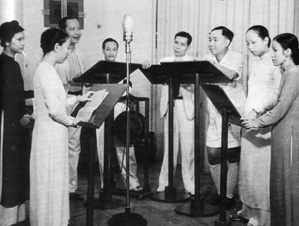
Un jour de Radio France-Asie.

Radio France Asie (vietnamien : Đài Phát-thanh Pháp-Á) est une radio française ayant émis entre 1950 et 1956 depuis Saïgon en Indochine française et transférée à la République du Viêt Nam en 1955. Cette radio émettait en français, vietnamien, mandarin, cantonais et anglais. Elle employa jusqu'à 140 personnes, dont la moitié étaient des vietnamiens, et compta Jacques Chancel parmi ses voix. Son émetteur était l'un des plus puissants du monde, couvrant l'Extrême-Orient, l'Inde, et partiellement l'Océanie et l'Europe du Nord. Sa création est le fruit d'une convention franco-vietnamienne datant de 1949, à l'issue de laquelle l'ancienne voix de la France, Radio Saïgon, est transférée à l'État du Viêt Nam en 1950. Elle cesse d’émettre en avril 1956 sur demande de Ngo Dinh Diem, le président du Vietnam.